# Hyaloraphidium
Hyaloraphidium är ett släkte av svampar. Hyaloraphidium ingår i klassen Chytridiomycetes, divisionen pisksvampar och riket svampar.
|                | Rhizophydiales                            |
|                |                                           |
|                | Chytridiales                              |
|                |                                           |
|                | Lobulomycetales                           |
|                |                                           |
|                | Rhizophlyctidales                         |
|                |                                           |
|                | Spizellomycetales                         |
|                |                                           |
|                | Olpidiaceae                               |
|                |                                           |
| Hyaloraphidium | \| \| Hyaloraphidium curvatum \| \| \| \| |
|                | \| \| Hyaloraphidium curvatum \| \| \| \| |
|                | Bertramia                                 |
|                |                                           |
|                | Tetrachytrium                             |
|                |                                           |
|                | Zygochytrium                              |
|                |                                           |
|                | Sphaeromonas                              |
|                |                                           |
|                | Piromonas                                 |
|                |                                           |
|                | Hyaloraphidium curvatum                   |
|                |                                           |

|  | Hyaloraphidium curvatum |
|  |                         |